# Fallopia koreana
Fallopia koreana är en slideväxtart som beskrevs av B. U. Oh & J.G. Kim. Fallopia koreana ingår i släktet bindor, och familjen slideväxter. Inga underarter finns listade i Catalogue of Life.